# أندي جونسون (لاعب كريكت)
أندي جونسون (30 أغسطس 1964 في المملكة المتحدة - ) (بالإنجليزية: Andy Johnson)‏ هو لاعب كريكت بريطاني. لعب مع نادي مقاطعة شروبشاير للكريكت ‏.

## وصلات خارجية
- أندي جونسون على موقع إي آس بي آن كريك إنفو (الإنجليزية)